# Toń (album)
Toń – dwunasty studyjny album zespołu Armia, wydany 16 października 2015.

## Lista utworów
Źródło:.
1. „Cud”
2. „Urkoloseum”
3. „Duszo wróć”
4. „Puste okno”
5. „Taniec duchów”
6. „Ukamienowanie”
7. „Toń”
8. „Cudzy grzech”
9. „Ostatnia chwila”
10. „Tam gdzie kończy się kraj”

## Twórcy
Muzycy
Zespół Armia:
- Tomasz Budzyński – głos, teksty
- Rafał Giec – gitary
- Amadeusz Amade Kaźmierczak – perkusja
- Jakub Bartoszewski – waltornia, solina, wurlitzer
- Dariusz Budkiewicz – gitara basowa, solina

Realizatorzy
- Marcin Bors – realizacja, miks i mastering
- Szymon Orchowski

(Studio Fonoplastykon 20 i 5)
Okładka
Grafikę okładki stworzyła córka Budzyńskiego, Nina Budzyńska.

## Odbiór
Album miesiąca w polskim wydaniu „Metal Hammera” z listopada 2015 r.

## Pozycje na listach
| Lista | Kraj   | Pozycja |
| ----- | ------ | ------- |
| OLiS  | Polska | 17      |